# 天野タケル
天野 タケル（あまの たける、TAKERU AMANO、1977年5月14日 - ）は、日本の画家、彫刻家。東京生まれ。父親はイラストレーターの天野喜孝。妻はミュージシャンの一十三十一。

## 人物
1997年より単身ニューヨークへ行き版画工房で修行し、2000年より東京で活動を開始。絵画、彫刻のみならずグラフィックデザイン、アートディレクター、映像作家、映画監督としての作品も多数。
岡本敏子賞を受賞（2004年BRUTUS誌面企画）。パンダをこよなく愛する。